# KK Большого Пса
KK Большого Пса (лат. KK Canis Majoris), HD 46036 — двойная вращающаяся эллипсоидальная переменная звезда (ELL:) в созвездии Большого Пса на расстоянии приблизительно 3907 световых лет (около 1198 парсеков) от Солнца. Видимая звёздная величина звезды — от +8,22m до +8,13m. Орбитальный период — около 2,0087 суток.

## Характеристики
Первый компонент — бело-голубой субгигант спектрального класса B5IV.